# Otto Knopf
Otto Knopf (* 9. April 1926 in Helmbrechts; † 18. November 2005 ebenda) war ein Schriftsteller und Mundartdichter des Frankenwaldes.

## Leben
Der Sohn eines Webereiarbeiters erhielt eine Ausbildung zum Lehrer. Nach dem Ende des Zweiten Weltkrieges unterrichtete Knopf an der örtlichen Volksschule. Von 1968 bis zu seinem Ruhestand im Jahre 1989 leitete Knopf die Grundschule in Helmbrechts. Seit 2014 trägt die Grundschule Helmbrechts seinen Namen.
Knopf veröffentlichte 17 Bücher und war Autor zahlreicher weiterer heimatgeschichtlicher Publikationen. Im Jahre 2003 wurde er zum Ehrenbürger von Helmbrechts ernannt. Knopf war Ehrenvorsitzender des Frankenwaldvereins, des Museumsvereins und des Lehrervereins. In allen Vereinen war er viele Jahre in der Vorstandschaft aktiv tätig. Für sein Engagement wurde Knopf mehrfach ausgezeichnet, er war Träger der Ehrenmedaille und des Frankenwürfels des Bezirks Oberfranken, der Verdienstmedaille des Landkreises Hof, des Kulturpreises der Industrie- und Handelskammer für Oberfranken (1994) sowie der Goldenen Bürgermedaille von Helmbrechts.
Zu seinen Verdiensten zählt vor allem die Umgestaltung des Heimatmuseums Helmbrechts zum Oberfränkischen Textilmuseum.

## Werke (Auswahl)
- Thüringer Schiefergebirge, Frankenwald, Obermainisches Bruchschollenland : Lexikon. [Lexikon Frankenwald]. Ackermann, Hof 1993, ISBN 3-929364-08-5
- Damals. Ein Blick in die Vergangenheit. Der Frankenwald zwischen Saale und Main Ackermann Verlag, Hof 1991 ISBN 3-8112-0900-0
- Waldgeschichten. Geschichten über besondere Landschaftspunkte des Frankenwaldes, Verlag Fränkischer Tag. ISBN 3-928648-61-6
- Stille Zeit. Weihnachtliche Erzählungen aus dem Frankenwald. ISBN 3-928648-32-2
- Das Helmbrechts Buch, Stadtverwaltung Helmbrechts. ISBN 3-929364-13-1
- An geheimnisvollen Orten, Verl. Fränkischer Tag, Bamberg 2006. ISBN 978-3-936897-34-0, ISBN 3-936897-34-4
- Wie’s früher war, Verl. Fränkischer Tag, Bamberg 2004. ISBN 3-936897-07-7
- Durch Tag und Jahr, Ackermann-Verl., Hof 2003. ISBN  3-929364-20-4
- Kalendergeschichten aus dem Oberland, Baumann, Kulmbach 2000. ISBN 3-922091-61-X
- In Helmetz und af dr Welt is schee!, Geiger, Horb am Neckar 1999. ISBN 3-89570-531-4
- Bebilderte Sagen aus dem Frankenwald, Geiger, Horb am Neckar 1999. ISBN 3-89570-614-0
- Zwischenlichten, Ackermann-Verl. Hof 1990. ISBN 3-921615-97-6
- Frohe Weihnacht, gsunda Feiertaouch, Hof (Saale). ISBN 3-921615-70-4
- Die Stauseen der oberen Saale, Ackermann-Verl. Hof 2002, 2., überarb. Aufl. ova 1986
- So war’s halt, Klartext-Verl. Essen 1994.
- Der Landkreis Hof, BVB, Bayerische Verl.-Anst. Bamberg 1993, 3. Aufl.
- Das Vogtland, Regierung von Oberfranken, Bayreuth 1986.
- Der Landkreis Hof, Bayerische Verl.-Anst. Bamberg 1986, 2. Aufl.
- Geblieben sind Kette und Schuß, Wilhelm-Zuleeg-GmbH Helmbrechts 1985.
- Helmbrechts, Oberfränkische Verlagsanstalt u. Druckerei Hof (Saale) 1977. ISBN 3-921615-15-1
- Münchberg, Oberfränkische Verlagsanstalt u. Druckerei Hof (Saale) 1977
- Unner Läim is Ärbet, Oberfränk. Verl.-Anst., Hof 1984 (Schallplatte)
- Thüringer Schiefergebirge, Frankenwald, Obermainisches Bruchschollenland, Ackermann-Verl., Hof 1993. ISBN 3-929364-08-5

## Film
- mit Johannes Martin: Der Frankenwald. Impressionen einer Landschaft, Film, DVD, Echter-Verlag, ISBN 3-429-02720-9